# СХТЗ 15/30
СХТЗ 15/30 — колісний трактор на металевих колесах із ґрунтозачепами.
Трактор призначався для роботи з дво- або трикорпусним плугом, роботи з навісними сільськогосподарськими знаряддями, приводу стаціонарних машин. Трактор мав рамну конструкцію і класичне компонування. Гасовий карбюраторний двигун потужністю 31,5 к.с. дозволяв трактору працювати з навантаженням у діапазоні робочих швидкостей від 3,5 до 7,4 км/год. 

## Історія
СХТЗ 15/30 був адаптованою копією трактора McCormick-Deering 15-30, який вироблявся концерном International Harvester в США з 1921 по 1934 рр. Для виробництва трактора в СРСР були побудовані тракторні заводи в Харкові та Сталінграді за американськими проєктами. 

### Хронологія виробництва в СРСР:
- Сталінградський тракторний завод (1930 - 1937 рр.);
- Харківський тракторний завод (1931 - 1937 рр.);
- Другий авторемонтний завод, Москва (1948 - 1950 рр.).

Усього було вироблено 390500 тракторів СХТЗ 15/30.

## Де можна побачити
- Полтавський краєзнавчий музей;
- Дніпропетровський національний історичний музей імені Д. І. Яворницького;
- Харків, у Тракторозаводському сквері[2]. Макет трактора був встановлений у 2015 р.

1. ↑  «Американське» Лосєве: з історії Харківського тракторного заводу. www.mediaport.ua. Процитовано 2 червня 2023.
2. ↑  Перший трактор ХТЗ – СХТЗ 15/30 – Харків, що манить (укр.). Процитовано 2 червня 2023.